# Общини в Германия
Общината (на немски: Gemeinde) е най-малката административна единица в Германия, която обикновено обхваща едно селище.
Към 2013 година в страната има 11 191 общини, като 2064 от тях са градове. 108 от градовете имат еднакъв административен статут с окръзите, а два – Берлин и Хамбург - имат статут на федерални провинции (вижте Административно деление на Германия).